# Aougrout

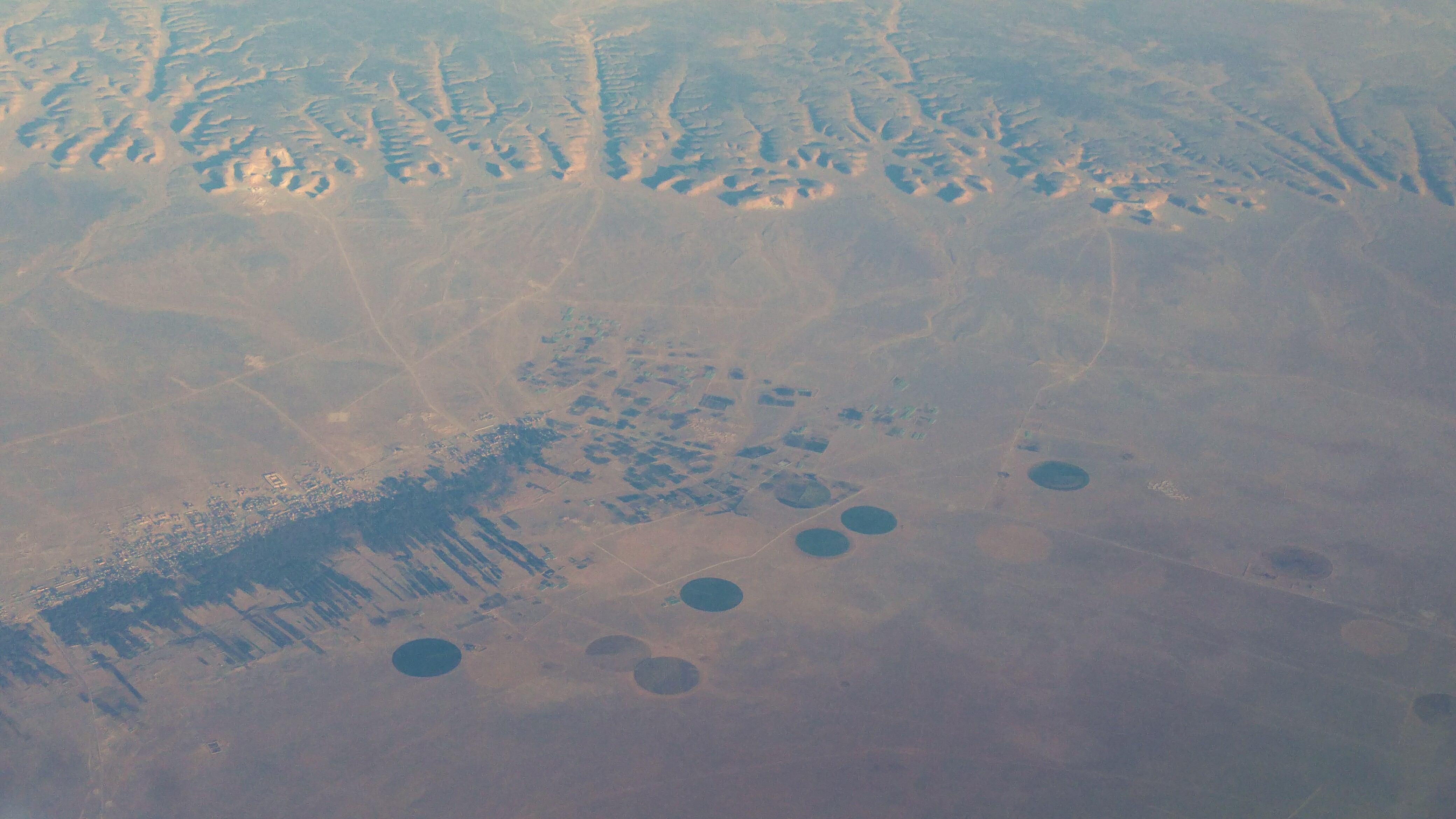
Aougrout

Aougrout (em árabe: أوﻗﺮت) é uma comuna localizada no distrito de Aougrout, na província de Adrar, no centro-sul da Argélia. Em 2008, sua população era de 11 784 habitantes.